# Bockwindmühle Klettbach
Die Bockwindmühle in Klettbach ist eine besondere Sehenswürdigkeit und ein Wahrzeichen dieser thüringischen Gemeinde in der Nähe Erfurts. Bis zu ihrer Zerstörung durch den Orkan Zeynep in der Nacht auf den 19. Februar 2022 stand sie 500 m nordöstlich außerhalb des Orts auf einem Hügel in 437,7 m Höhe und war damit die höchstgelegene Bockwindmühle Deutschlands.

## Geschichte
Das um etwa 18 m leicht abfallende Gelände zwischen der Mühle und der nach Norden führenden Landesstraße L 2155 ist die Wüstung Doberstedt. Hier wurde 1810 bereits eine kleinere Bockwindmühle errichtet. Sie entsprach jedoch nicht den Erfordernissen des frühen 20. Jahrhunderts. Somit veranlasste der Klettbacher Müller Osmund Hochstein im Sommer 1909 den Transport der Mühle aus Esperstedt (Kyffhäuserkreis), die 1743 gebaut worden war. Sie wurde mit der Bahn nach Vieselbach gebracht, von wo sie mit Pferdetransporten nach Klettbach transportiert und etwa 120 m von ihrem heutigen Standort entfernt wieder aufgebaut wurde. Das Mahlkundenbuch weist für 1913 aus, dass die Mühle an 162 Tagen die Windkraft zum Mahlen oder Schroten von 178 t Getreide nutzen konnte. Die Mühle belieferte die Bewohner von Klettbach und Umgebung mit Schrot und Mehl, zuletzt 1961 unter dem Müller Karl Hochstein. Danach begann der Verfall der Mühle.
1988 schlossen sich engagierte Klettbacher Bürger im Mühlenverein zusammen, um das Bauwerk als technisches Denkmal und Klettbachs Wahrzeichen zu erhalten. 2005 wurde die Mühle an ihren heutigen Standort umgesetzt, wo man das entsprechende Grundstück kaufen konnte. Die Mühle erhielt bei dieser Gelegenheit neue Flügel, wurde rekonstruiert und mit einem wieder instandgesetzten Mahlwerk versehen.

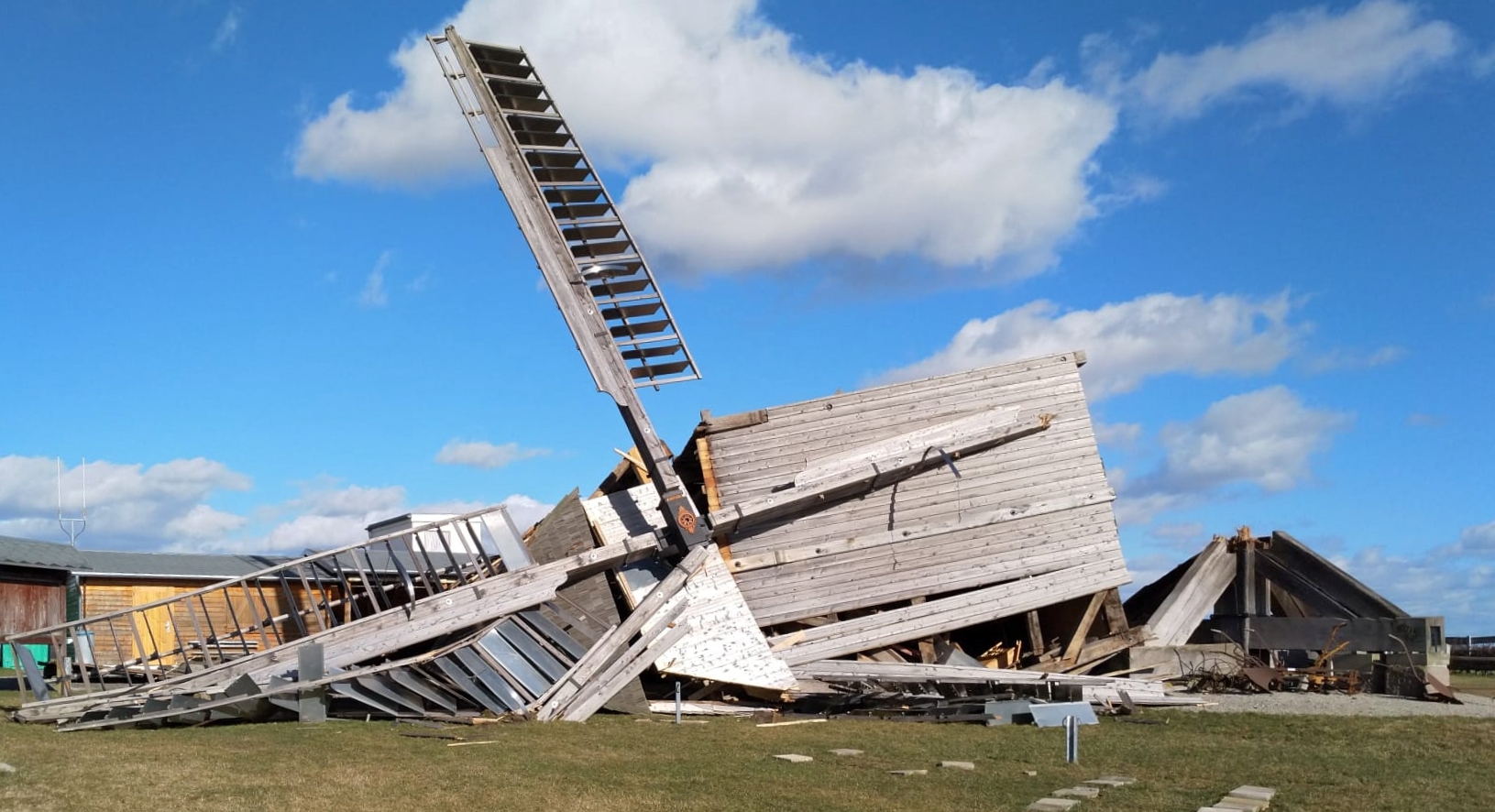
Bockwindmühle Klettbach nach dem Sturm am 19. Februar 2022

In der Nacht vom 18. auf den 19. Februar 2022 wurde die Windmühle durch den Orkan Zeynep umgeweht und zerstört. Nach Angaben auf der Webseite begannen die Bauarbeiten für den Wiederaufbau 2023. Die Baugruppen der Mühle werden von einem Mühlenbauer aus Wiedemar in Sachsen gefertigt. Mit Stand vom 9. Juni 2025, dem Deutschen Mühlentag, stand der Mühlenkörper am Originalstandort wieder auf dem Bock, zwei neue Mahlsteine waren eingebaut, und das Dach nebst Flügelwelle und Kammrad war aufgesetzt. Die Beplankung des Gehäuses fehlte zu diesem Zeitpunkt noch. Als Ziel wurde bekanntgegeben, die Mühle solle beim Mühlentag zu Pfingsten 2026 wieder betriebsbereit sein.

## Maße, technische Daten
Die 28 t schwere Mühle stand auf einer Grundfläche von 6 × 6 m und war 14 m hoch, der Flügeldurchmesser betrug 19 m. Bei optimaler Windgeschwindigkeit von 8 bis 10 m/s erreichte die Mühle 12 bis 14 PS Leistung, was eine Mahlleistung von 75 bis 150 kg/h Getreide ermöglichte.